# Heliaster
Genre
Heliaster est un genre d'étoiles de mer de la famille des Heliasteridae. On les rencontre dans l'océan Pacifique oriental. 

## Liste des espèces
Selon World Register of Marine Species (21 octobre 2013) :
- Heliaster canopus Perrier, 1875 -- Pacifique sud-est
- Heliaster cumingi (Gray, 1840) -- Galapagos
- Heliaster helianthus (Lamarck, 1816) -- Pacifique sud-est
- Heliaster kubiniji Xantus, 1860 -- Golfe de Californie
- Heliaster microbrachius Xantus, 1860 -- Pacifique est
- Heliaster polybrachius H.L. Clark, 1907 -- Pacifique est
- Heliaster solaris A.H. Clark, 1920 -- Galapagos

## Galerie

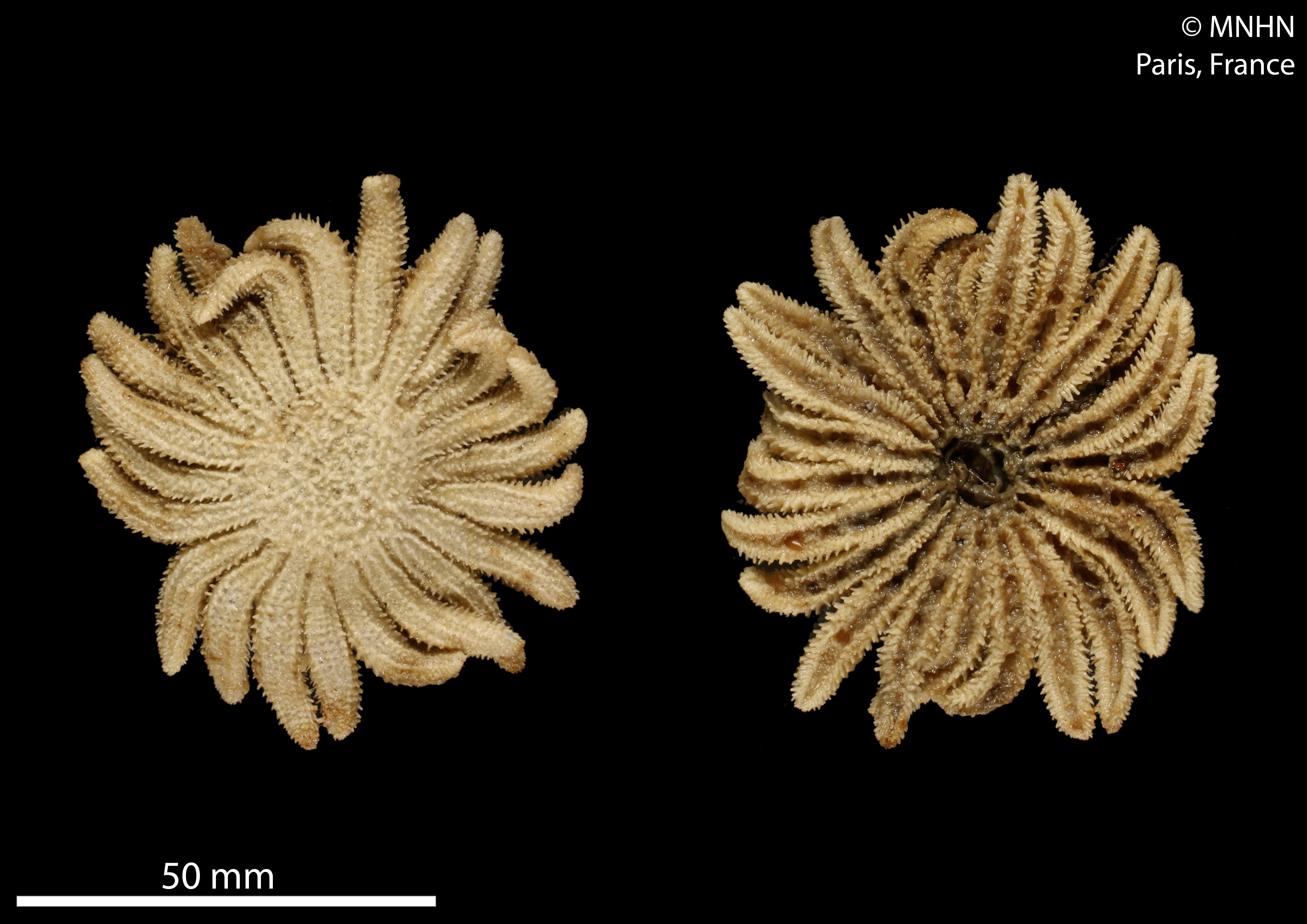
Heliaster canopus.
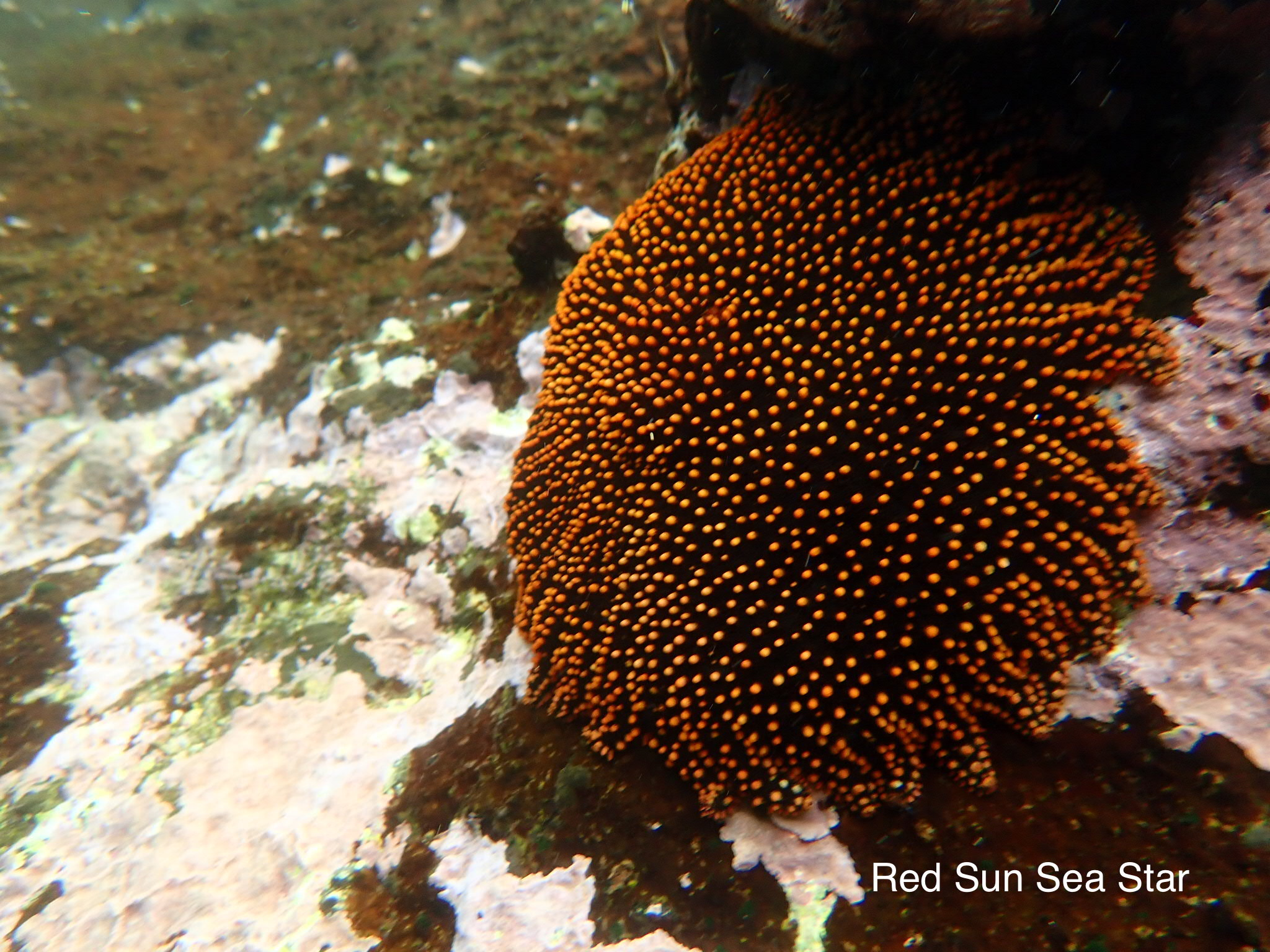
Heliaster cumingi.
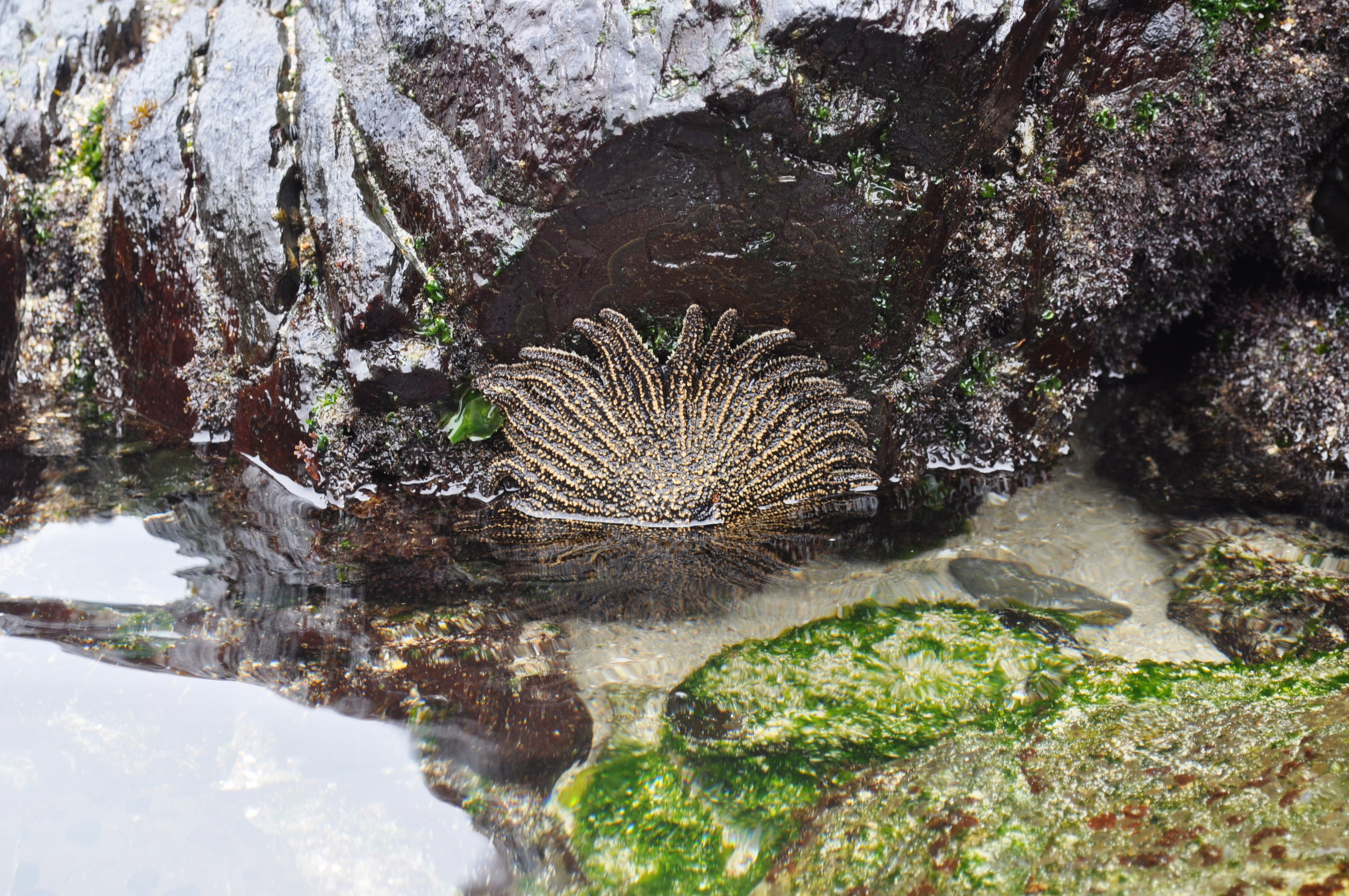
Heliaster helianthus.
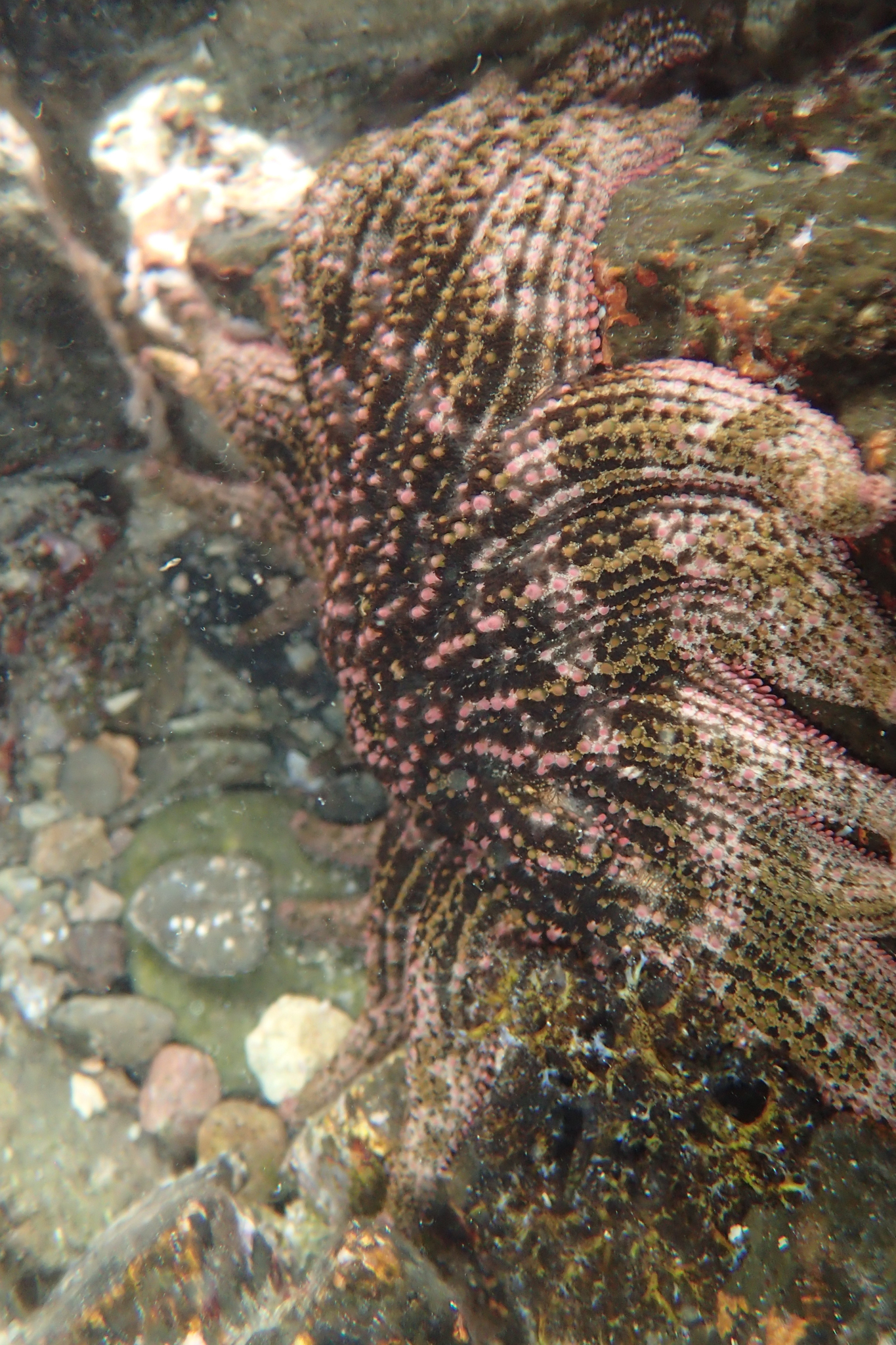
Heliaster kubiniji.
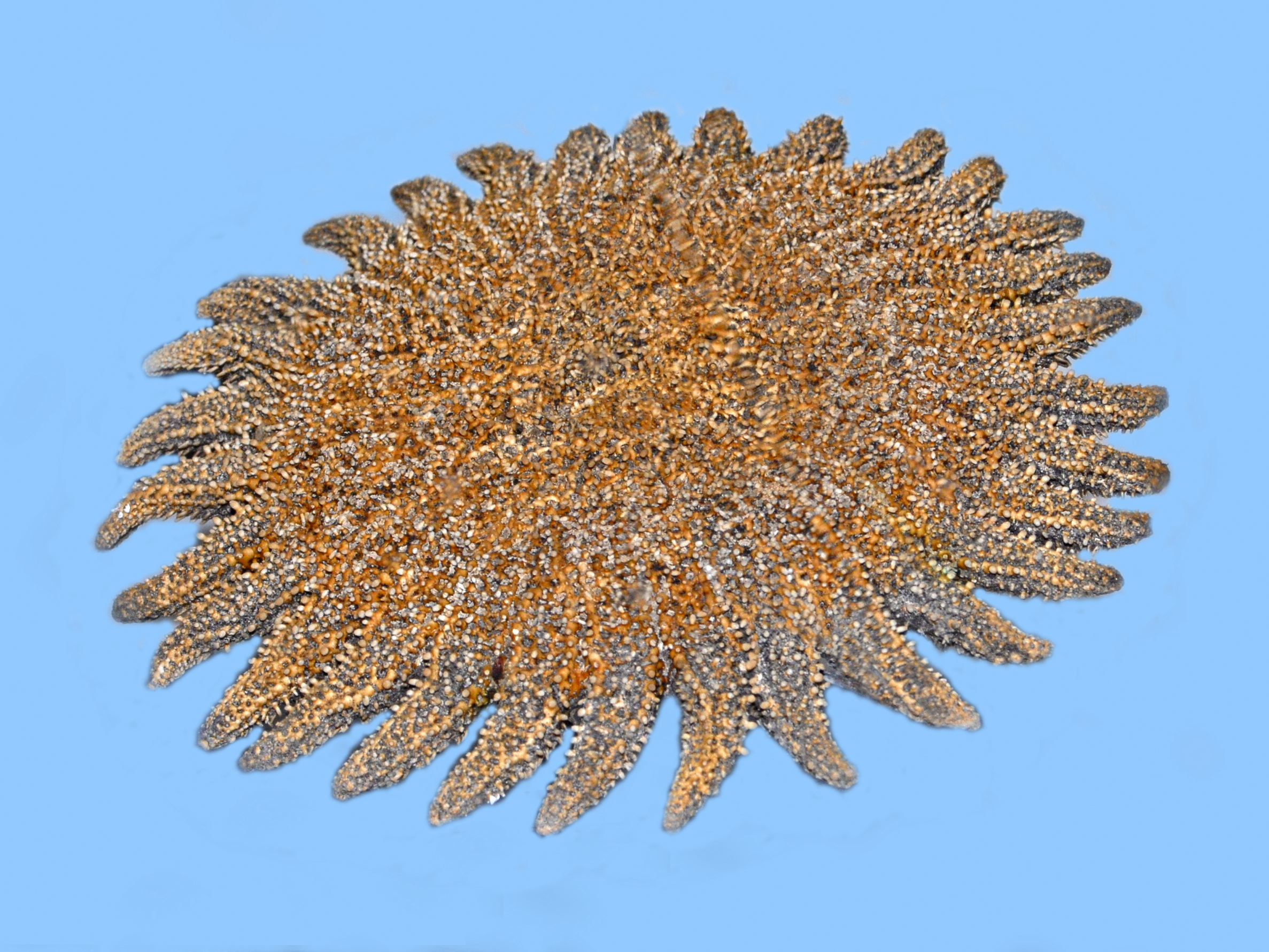
Heliaster microbrachius.
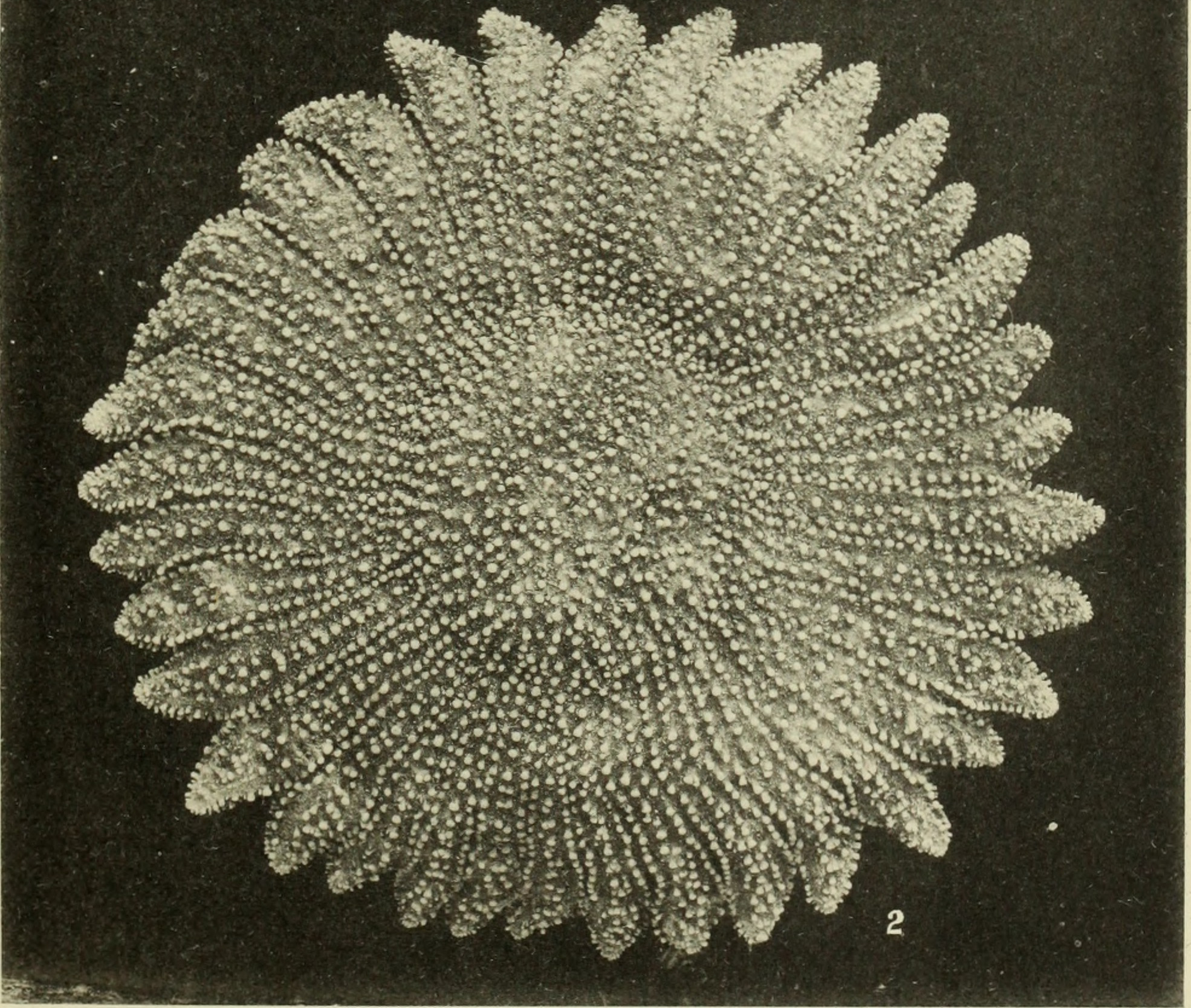
Heliaster polybrachius.

## Systématique
Le nom valide complet (avec auteur) de ce taxon est Heliaster Gray, 1840.